# أنطونيو جرانجر
أنطونيو جرانجر (بالإنجليزية: Antonio Granger)‏ مواليد 6 يونيو 1976 في ديترويت، هو لاعب كرة سلة أمريكي معتزل. بدأ مسيرته الاحترافية في سنة 1998. يبلغ طوله 6 قدم 7 بوصة (2.0 م). اعتزل اللعب في 2007.

## المسيرة الاحترافية
لعب مع بييلا لكرة السلة في موسم 2000–2001، ثم لعب مع نادي إشبيلية لكرة السلة في الدوري الإسباني في موسم 2001–2002، ثم لعب مع فيرتوس بالاكانسترو بولونيا في سنة 2002، ثم لعب مع نادي أنادولو إفيس لكرة السلة من سنة 2002 إلى 2004، ثم لعب مع نادي سسكا موسكو لكرة السلة في الدوري الروسي في موسم 2004–2005، ثم لعب مع نادي أنادولو إفيس لكرة السلة من سنة 2005 إلى 2007.

## روابط خارجية
- أنطونيو جرانجر على موقع الدوري الأوروبي لكرة السلة (الإنجليزية)
- أنطونيو جرانجر على موقع الدوري الإسباني لكرة السلة (الإسبانية)
- أنطونيو جرانجر على موقع كرة السلة الأوروبية.كوم (الإنجليزية)
- أنطونيو جرانجر على موقع DraftExpress.com (الإنجليزية)
- أنطونيو جرانجر على موقع كلية كرة السلة في سبورتس رفرنس.كوم (الإنجليزية)
- أنطونيو جرانجر على موقع ريلجم (الإنجليزية)
- أنطونيو جرانجر على موقع بروبوليرز (الإنجليزية)
- أنطونيو جرانجر على موقع سبورتس رفرنس (الإنجليزية)